# Die Campbells
Die Campbells ist eine kanadische Fernsehserie, die die Abenteuer einer schottischen Pionierfamilie in den Wäldern Ontarios zum Inhalt hat.

## Handlung
Im 19. Jahrhundert lässt sich die aus Schottland kommende Familie Campbell in Ontario, Kanada, nieder, um ein neues Leben zu beginnen. Das Familienoberhaupt möchte seinem in der Heimat ramponierten Ruf entfliehen. Die Söhne sehen die Gelegenheit, dem mondänen europäischen Leben ein abenteuerliches entgegenzusetzen. Zur Familie des Witwers gehört auch eine Tochter, Emma. In der neuen Heimat müssen sie sich im täglichen Leben bewähren und mit den Gefahren der Natur wie mit übelwollenden Menschen zurechtkommen.

## Kritik
„Die Charakterzeichnungen sind in jeder Episode gut gespielt und die Serie achtet auf historische Genauigkeit bezüglich Technik, Kleidung und Lebensumstände.“